# Paupisi
Paupisi község (comune) Olaszország Campania régiójában, Benevento megyében.

## Fekvése
A megye részén fekszik, 50 km-re északkeletre Nápolytól, 12 km-re északnyugatra a megyeszékhelytől. Határai: Ponte, San Lorenzo Maggiore, Torrecuso és Vitulano. A Taburno Camposauro hegységben helyezkedik el olajfa-és szőlőültetvények között. Területén 1117 méteres magasságbeli különbség van, legalacsonyabb pontja  59, legmagasabban fekvő pontja 1176 méteres tengerszint feletti magasságon található.

## Története
A település eredetéről pontos adatok nincsenek. A középkorban a San Vincenzo al Volturno-apátság birtoka volt, majd nemesi családoké. A 19. században nyerte el önállóságát, amikor a Nápolyi Királyságban felszámolták a feudalizmust.

## Népessége
A népesség számának alakulása:

## Főbb látnivalói
- Madonna dei Pagani-templom
- Sacro Cuore-kápolna
- Santa Maria del Bosco-templom